# Bellerive Country Club
De Bellerive Country Club is een countryclub in de Verenigde Staten. De club werd opgericht in 1897 en bevindt zich in Saint Louis, Missouri. De club beschikt over een 18-holes golfbaan en werd ontworpen door de golfbaanarchitect Robert Foulis. In 2006 werd de golfbaan door Rees Jones, de zoon van Robert Trent Jones, gerenoveerd.

## Golftoernooien
Het eerste major dat de club ontving was het US Open waar Gary Player won, in 1965. De lengte van de baan voor het US Open was toen 6575 meter (7191 yards). De club ontving in de volgende decennia andere toernooien waaronder het PGA Championship, waar Nick Price zijn eerste major won, en het US Senior Open.
Voor het toernooi is de lengte van de baan 6563 meter met een par van 71. Voor de heren is de course rating 75,0 en de slope rating 144.
- Western Amateur Championship: 1949[5]
- Western Open: 1953[5]
- US Open: 1965[4][5]
- US Mid-Amateur Championship: 1981[5]
- PGA Championship: 1992 & 2018[4][5]
- US Senior Open: 2004[5]
- BMW Championship: 2008[5]
- Senior PGA Championship: 2013[5]

## Trivia
Naast een golfbaan beschikt de club ook over zeven tennisbanen.